# Antonin Marmontel
Émile Antonin Louis Marmontel, född den 24 november 1850 i Paris, död där den 23 juli 1907, var en fransk sångpedagog. Han var son till Antoine-François Marmontel.
Marmontel var från 1901 sångprofessor vid Pariskonservatoriet och komponerade genrestycken för piano, en violinkonsert med mera.